# Tanja Krienke

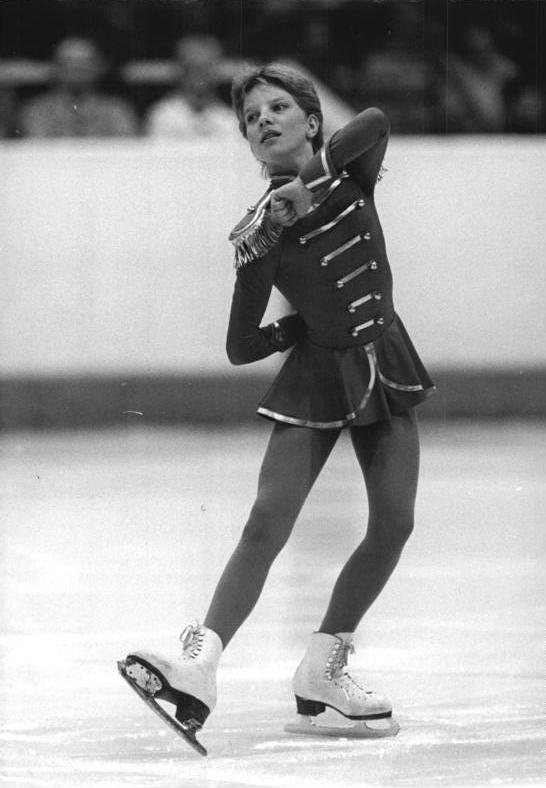
Tanja Krienke, 1987

Tanja Krienke (* 13. Dezember 1972) ist eine ehemalige deutsche Eiskunstläuferin, die für den SC Berlin im Einzellauf startete. Krienke wurde 1990 letzte DDR-Meisterin und gewann im selben Jahr die Bronzemedaille bei den Juniorenweltmeisterschaften. Ihre Trainerin war Romy Österreich.

## Erfolge/Ergebnisse

### Olympische Winterspiele
- keine Teilnahme

### Eiskunstlauf-Weltmeisterschaft
- 1990 – 15. Rang – Halifax

### Juniorenweltmeisterschaften
- 1989 – 4. Rang – Sarajevo
- 1990 – 3. Rang – Colorado Springs

### Eiskunstlauf-Europameisterschaft
- 1990 – 6. Rang – Leningrad

### DDR-Meisterschaften
- 1990 – 1. Rang

### Deutsche Meisterschaften
- 1991 – zurückgezogen

| Personendaten    | Personendaten             |
| ---------------- | ------------------------- |
| NAME             | Krienke, Tanja            |
| KURZBESCHREIBUNG | deutsche Eiskunstläuferin |
| GEBURTSDATUM     | 13. Dezember 1972         |